# هانا مارشال (ممثلة)
هانا مارشال (بالإنجليزية: Hannah Marshall)‏ هي ممثلة نيوزيلندية، ولدت في 1984 في أوكلاند في نيوزيلندا.

## وصلات خارجية
- هانا مارشال على موقع IMDb (الإنجليزية)
- هانا مارشال على موقع قاعدة بيانات الفيلم (الإنجليزية)